# 1950
1950 (MCML) a fost un an obișnuit al calendarului gregorian, care a început într-o zi de duminică.

## Evenimente

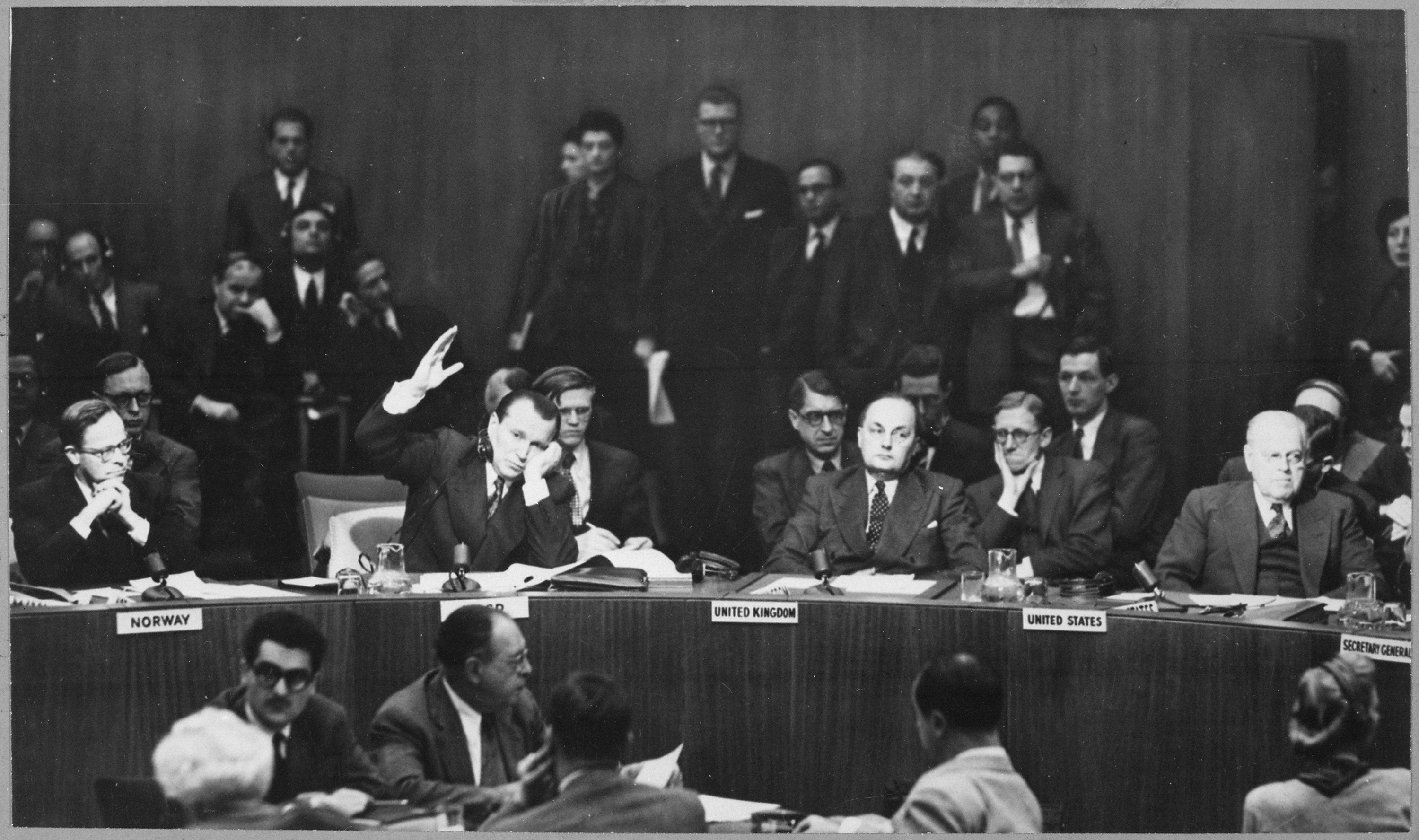
10 ianuarie: Iakov Malik, ambasadorul sovietic la ONU, a plecat furios dintr-o ședință a Consiliului de Securitate al ONU, după ce cei zece membri au votat 8-2 împotriva înlocuirii delegației naționaliste chineze cu unul din liderii comuniști chinezi care au luat controlul aproape în toată China în luna octombrie. Deși guvernul naționalist a fost limitat la insula Taiwan, a continuat să i se permită să vorbească și să-și exercite dreptul de veto pentru cele 460 de milioane de oameni din China.

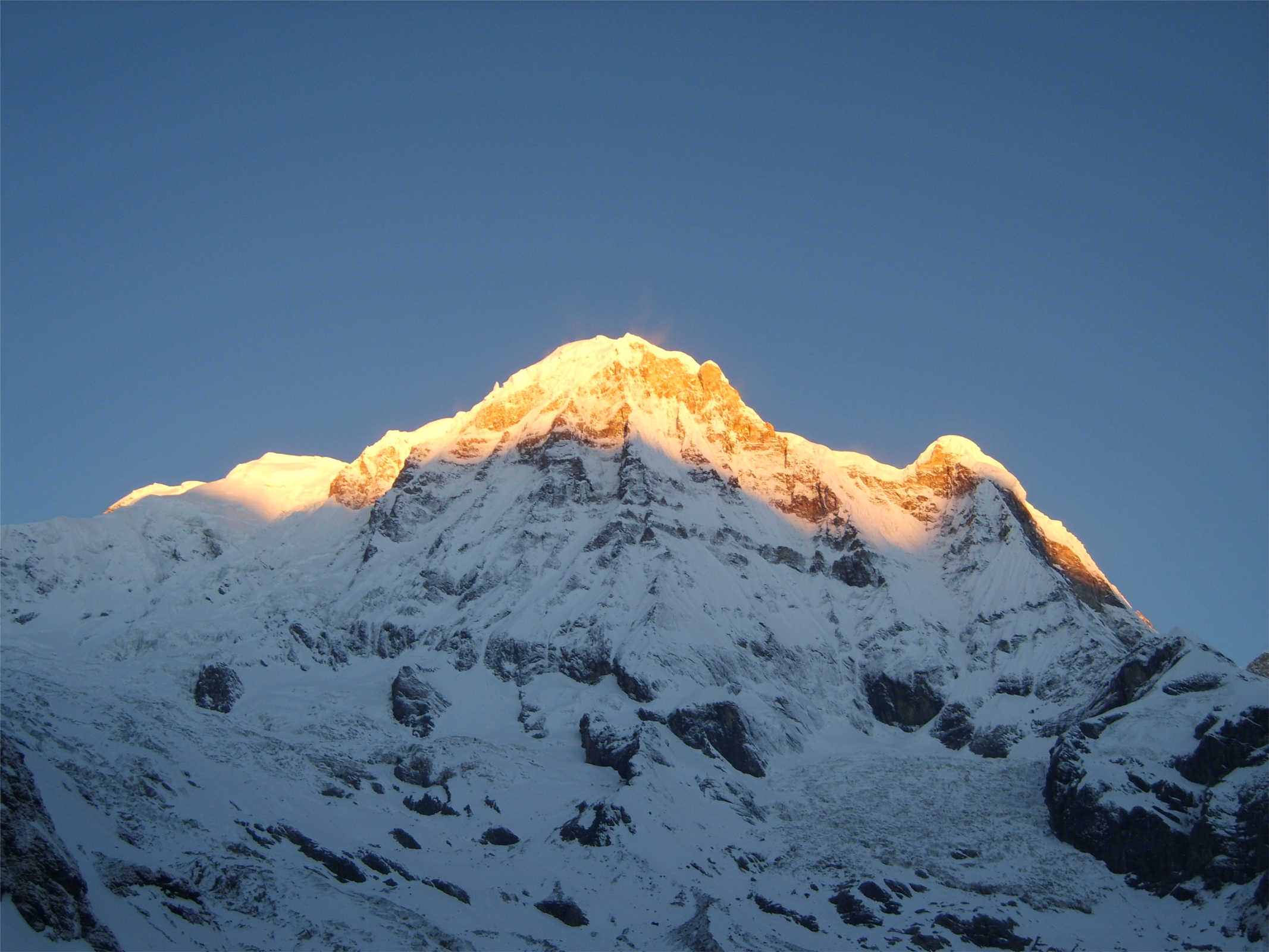
Prima ascensiune pe Annapurna, al 10-lea vârf ca înălțime din lume.

### Ianuarie
- 10 ianuarie: Iakov Malik, ambasadorul sovietic la ONU, a plecat furios dintr-o ședință a Consiliului de Securitate al Organizației Națiunilor Unite, după ce cei zece membri au votat 8-2 împotriva înlocuirii delegației naționaliste chineze cu unul din liderii comuniști chinezi care au luat controlul aproape în toată China în luna octombrie. Deși guvernul naționalist a fost limitat la insula Taiwan, a continuat să i se permită să vorbească și să-și exercite dreptul de veto pentru cele 460 de milioane de oameni din China.
- 20 ianuarie: Capitala statului Israel este transferată de la Tel Aviv la Ierusalimul de Vest, împreună cu instituțiile centrale și ale administrației de stat. Statele lumii nu recunosc acest act și își mențin misiunile diplomatice la Tel Aviv.
- 26 ianuarie: Proclamarea Republicii India. Ziua națională a Indiei.
- 29 ianuarie: La Johannesburg, Africa de Sud izbucnesc primele tulburări provocate de politica rasială a Africii de Sud.
- 31 ianuarie: Președintele american, Harry S. Truman, anunță un program de dezvoltare a bombei cu hidrogen, după ce Uniunea Sovietică devenise a doua națiune care a dobândit secretul bombei atomice la 29 august 1949.

### Februarie
- 1 februarie: Chiang Kai-shek este reales președinte al Chinei.
- 15 februarie: Walt Disney lansează la Hollywood cel de-al 12-lea film animat, Cenușăreasa.
- 19 februarie: Pachebotul RMS Aquitania pleacă în ultima sa călătorie spre Faslane, ajungând pe data de 21 februarie și andocat pentru ultima oară.
- 23 februarie: Asteroidul 1950 DA a fost descoperit de astronomi la numai 8 milioane de km de Terra și apoi urmărit timp de 17 de zile. La 31 decembrie 2000, ultima zi a secolului XX, va fi văzut din nou și măsurat ca având 1,12 km în diametru. Traiectoria sa a fost calculată în ambele apariții iar asteroidul va fi cel mai aproape de Pământ la 16 martie 2880, cu o șansă de coliziune de 1 la 300, cea mai mare probabilitate remarcată până acum pentru un posibil impact.[1]

### Martie
- 1 martie: La Londra, fizicianul german Klaus Fuchs este condamnat că a furnizat informații de la Proiectul Manhattan Uniunii Sovietice, în timpul și la scurt timp după cel de-Al Doilea Război Mondial.

### Aprilie
- 20 aprilie: Echipa României se clasează pe primul loc la Campionatul mondial de dezlegări de probleme de șah.
- 28 aprilie: În Thailanda, regele Bhumibol Adulyadej se căsătorește cu prințesa Sirikit Kitiyakara, cu o săptămână înainte de încoronare.

### Mai
- 3 mai: Proclamația egalității între sexe în China.
- 13 mai: A avut loc la Silverstone, Marea Britanie etapa inaugurală a Campionatului Mondial de Formula 1.

### Iunie
- 3 iunie: Prima ascensiune pe Annapurna (Hymalaia), al 10-lea vârf ca înălțime din lume (8.091 m).
- 18 iunie: La Cairo, Regatul Egiptului, este semnat Tratatul de Apărare Colectivă și Cooperare Economică, prin care Liga Arabă dobândea două instituții noi, dintre care Consiliul de Apărare Colectivă. Ca urmare a înființării acestuia, Liga Arabă capătă posibilitatea de a coordona armatele statelor membre ale organizației.
- 25 iunie: Războiul din Coreea. Conflict declanșat după divizarea Coreei. Trupe din Coreea de Nord invadează Coreea de Sud, accelerând intervenția Națiunilor Unite.
- 27 iunie: Președintele american Harry S. Truman a ordonat forțelor militare aeriene să intervină în războiul dintre Coreea de Nord și Coreea de Sud (1950-1953).

### Iulie
- 17 iulie: Au fost arestați cetățenii americani Julius și Ethel Rosenberg, acuzați de spionaj în favoarea Uniunii Sovietice.
- 23 iulie: Regele Leopold al III-lea al Belgiei s-a întors la Bruxelles, în urma adoptării de către Camerele reunite ale Parlamentului a decretului prin care îi este restabilită demnitatea de suveran.

### Septembrie
- 8 septembrie: În România a fost adoptată Legea 5 din 8 septembrie 1950, Legea reformei administrative, prin care teritoriul țării era organizat în 28 regiuni, împărțite, după modelul organizării administrativ-teritoriale sovietice, în 177 raioane și 4052 comune.

### Octombrie
- 7 octombrie: În India, Maica Tereza a întemeiat ordinul Misionarele Carității.
- 29 octombrie: După decesul regelui Gustaf al V-lea, pe tronul Suediei urcă fiul acestuia în vârstă de 68 de ani, Gustaf VI Adolf.

### Noiembrie
- 1 noiembrie: Tentativă de asasinat la adresa președintelui american Harry Truman.
- 20 noiembrie: În Marea Britanie, scriitorul T. S. Eliot vorbește împotriva televiziunii.

### Decembrie
- 10 decembrie: Doctorul american Ralph Bunche a devenit primul laureat de culoare al Premiului Nobel pentru Pace

### Nedatate
- Diner's Club introduce prima cartelă de cost, un prototip al cărții de credit.
- Fizicianul germano-francez Alfred Kastler dezvoltă metoda de excitare optică, un sistem de utilizare a undelor luminoase și radio pentru excitarea atomilor care emit unde electromagnetice ce pot fi studiate spre a determina structura atomică; acesta este un important precursor al laserului.
- În SUA debutează era televiziunii color comerciale.
- John von Neumann realizează prima prognoză meteorologică computerizată valabilă pentru 24 ore.
- Populația Terrei este estimată la 2,516 miliarde locuitori (conf. Population Reference Bureau, 2002).

## Arte, știință, literatură și filozofie
- La Paris, are loc premiera piesei lui Eugen Ionescu, Cântăreața cheală.
- Poetul chilian Pablo Neruda publică poemele sale de inspirație socială, Canto general.

## Nașteri

### Ianuarie

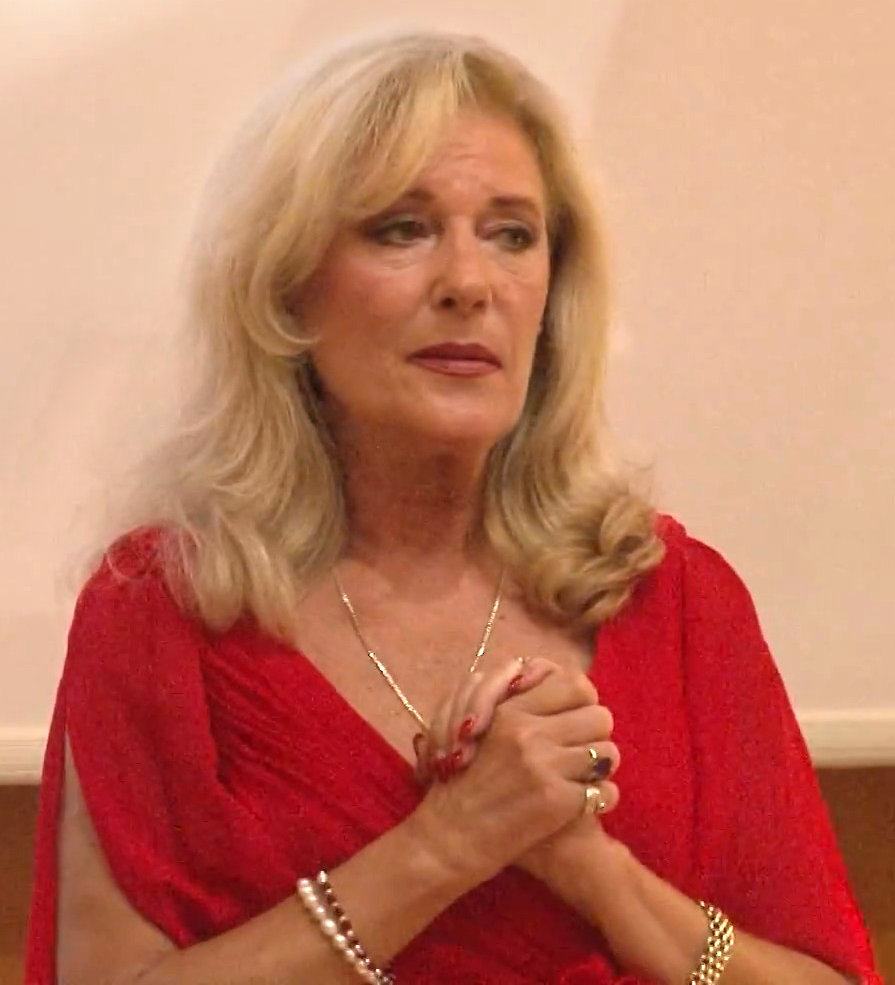
Stela Enache, cântăreață română de muzică ușoară
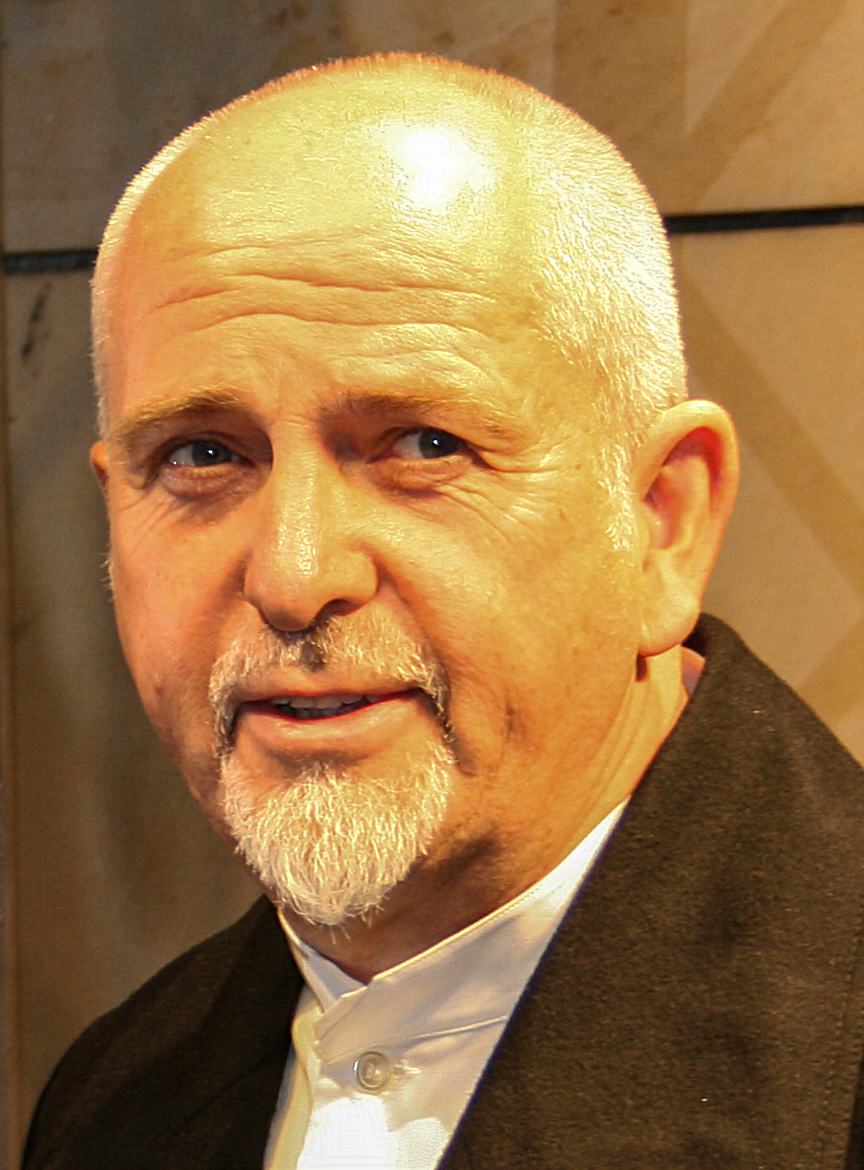
Peter Gabriel, cântăreț, compozitor, producător de înregistrări și activist britanic
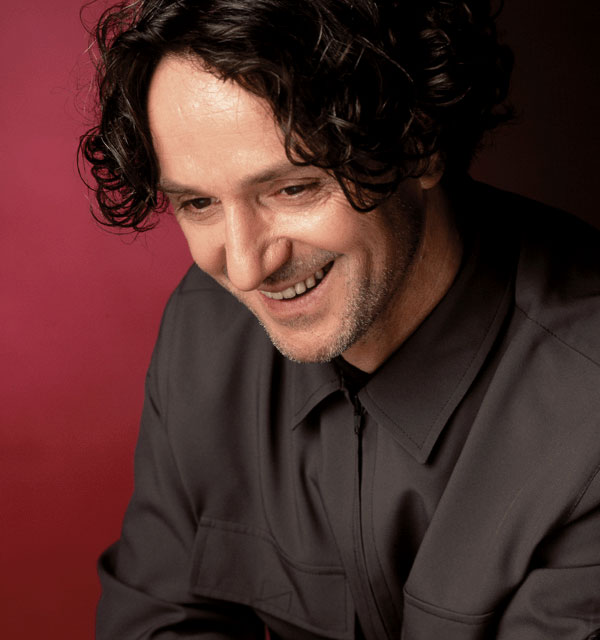
Goran Bregović, muzician și compozitor din Bosnia și Herțegovina
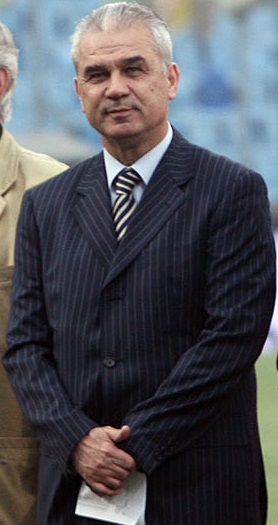
Anghel Iordănescu, fotbalist, antrenor și politician român

- 2 ianuarie: Ion Dumitru (fotbalist), fotbalist român
- 2 ianuarie: Débora Duarte, actriță braziliană de film și TV
- 3 ianuarie: Victoria Principal, actriță americană (Dallas)
- 5 ianuarie: Ioan Petru Culianu, istoric al religiilor, medievalist, renascentist, prozator și eseist român (d. 1991)
- 15 ianuarie: Choe Ryong-hae, politician și ofițer militar nord-coreean, președinte al Comitetului Permanent al Adunării Populare Supreme și prim-vicepreședinte al Comisiei pentru Afaceri de Stat
- 19 ianuarie: Igor Volke, ufolog eston (d. 2024)
- 20 ianuarie: Jerzy Łysk, poet și compozitor cașubian
- 22 ianuarie: Werner Schulz, politician german (d. 2022)
- 24 ianuarie: Stela Enache (n. Steriana Aurelia Bogardo), cântăreață română de muzică ușoară
- 24 ianuarie: Daniel Auteuil, actor francez
- 26 ianuarie: Jiří Lábus, actor ceh
- 26 ianuarie: Jörg Haider, politician austriac (d. 2008)
- 28 ianuarie: Tudor Mătușa, politician român

### Februarie
- 2 februarie: Jean-Claude Mignon, politician francez
- 2 februarie: Serafim Urechean, om politic din R. Moldova
- 3 februarie: Alvaro Vitali, actor italian de film (d.2025)
- 5 februarie: Ion Năstăsescu, politician român
- 8 februarie: Iancu Holtea, politician român (d. 2010)
- 10 februarie: Nichita Sandu, politician român
- 10 februarie: Mark Spitz (Mark Andrew Spitz), sportiv american (înot)
- 12 februarie: João W. Nery scriitor, psiholog și activist brazilian (d.2018)
- 13 februarie: Peter Gabriel, cântăreț, compozitor, producător și activist britanic
- 15 februarie: Dan Alexandru Condeescu, critic literar român (d. 2007)
- 16 februarie: Veaceslav Kogut, politician din Republica Moldova
- 17 februarie: Dumitru Lupescu, politician român
- 17 februarie: Gheorghe Cimpoieș, agronom din Republica Moldova (d. 2024)
- 21 februarie: Larry Drake, actor american (d. 2016)
- 22 februarie: Miou-Miou (n. Sylvette Herry), actriță franceză

### Martie
- 3 martie: Laura Ziskin, producătoare de film, americană (d. 2011)
- 5 martie: Corneliu Oros, voleibalist român
- 5 martie: Hristo Boicev, dramaturg bulgar
- 7 martie: Teófilo Cubillas, fotbalist peruan
- 7 martie: Ágnes Hankiss, politiciană maghiară (d. 2021)
- 8 martie: Aurelian Dochia, politician român
- 9 martie: Dan Andrei Aldea, cântăreț, instrumentist și compozitor român (Sfinx), (d. 2020)
- 9 martie: Ionel Alexandru, politician român
- 12 martie: Javier Clemente, fotbalist spaniol și antrenor
- 12 martie: Florin Condurățeanu, jurnalist român (d. 2021)
- 12 martie: George Nicolescu, cântăreț român (d. 2024)
- 13 martie: André Brie, politician german
- 13 martie: Margareta Mureșan, jucătoare de șah română
- 15 martie: Marie-José Denys, politiciană franceză (d. 2022)
- 15 martie: Ion Simeon Purec, politician român
- 16 martie: Milenco Luchin, politician român
- 17 martie: Patrizia Toia, politiciană italiană
- 19 martie: Kirsten Boie, scriitoare germană
- 19 martie: Victor Filip Eskenasy (aka Victor Moroșan), jurnalist elvețian (d. 2019)
- 20 martie: Ion Florescu, politician român
- 20 martie: William Hurt, actor american (d. 2022)
- 20 martie: Carl Palmer (Carl Frederick Kendall Palmer), baterist și percuționist englez
- 21 martie: Serghei Lavrov (Serghei Victorovici Lavrov), diplomat rus, ministrul afacerilor externe al Rusiei (din 2004)
- 22 martie: Goran Bregović, muzician și compozitor din Bosnia și Herțegovina
- 22 martie: Bogusław Wołoszański, jurnalist polonez
- 23 martie: Constantin Dascălu, politician român
- 23 martie: Ahdaf Soueif, romancieră egipteană
- 23 martie: Constantin Tudosie, handbalist român
- 28 martie: Lajos Ambrus, scriitor maghiar
- 29 martie: Florica Dumitrescu, politician român
- 29 martie: Florica Ionea, politiciană română
- 29 martie: Mihai Voicu, politician român
- 30 martie: Robbie Coltrane, actor scoțian (d. 2022)
- 31 martie: Smaranda Enache, politiciană română

### Aprilie
- 1 aprilie: Loris Kessel, pilot elvețian de Formula 1 (d. 2010)
- 2 aprilie: Melba Boyd, poetă americană
- 4 aprilie: Samuli Pohjamo, politician finlandez
- 4 aprilie: Maria Postoico, politiciană din R. Moldova (d. 2019)
- 5 aprilie: Agnetha Fältskog, interpretă vocală suedeză
- 5 aprilie: Miki Manojlović, actor sârb
- 6 aprilie: Tina Engel, actriță germană
- 7 aprilie: Florin-Stelian Popescu, politician român
- 8 aprilie: Nobuo Fujishima, fotbalist japonez
- 8 aprilie: Grzegorz Lato, fotbalist polonez (atacant)
- 8 aprilie: Milan Uzelac, poet sârb
- 9 aprilie: Cassian Maria Spiridon, critic literar român
- 12 aprilie: Flavio Briatore, antreprenor italian
- 14 aprilie: Daniela-Carmen Crăsnaru, poetă română
- 14 aprilie: Péter Esterházy, scriitor maghiar (d. 2016)
- 14 aprilie: Mitsuru Komaeda, fotbalist japonez
- 15 aprilie: Mircea Ciobanu, pictor, sculptor, scriitor, eseist român (d. 1991)
- 15 aprilie: Marin Ionică, politician român
- 20 aprilie: Guillermo Francos, politician și avocat argentinian
- 20 aprilie: Jiří Našinec, traducător ceh
- 22 aprilie: Lee Tamahori, producător de film, neozeelandez
- 23 aprilie: Geo Costiniu (Constantin Geo Costiniu), actor român (d. 2013)
- 23 aprilie: Steve McCurry, fotograf american
- 24 aprilie: Valentin Argeșanu, politician român
- 24 aprilie: Ștefan Dumitrescu, scriitor român
- 25 aprilie: Peter Jurasik, actor american
- 26 aprilie: Ian Twinn, politician britanic
- 30 aprilie: Gheorghe Moroșanu, matematician român

### Mai

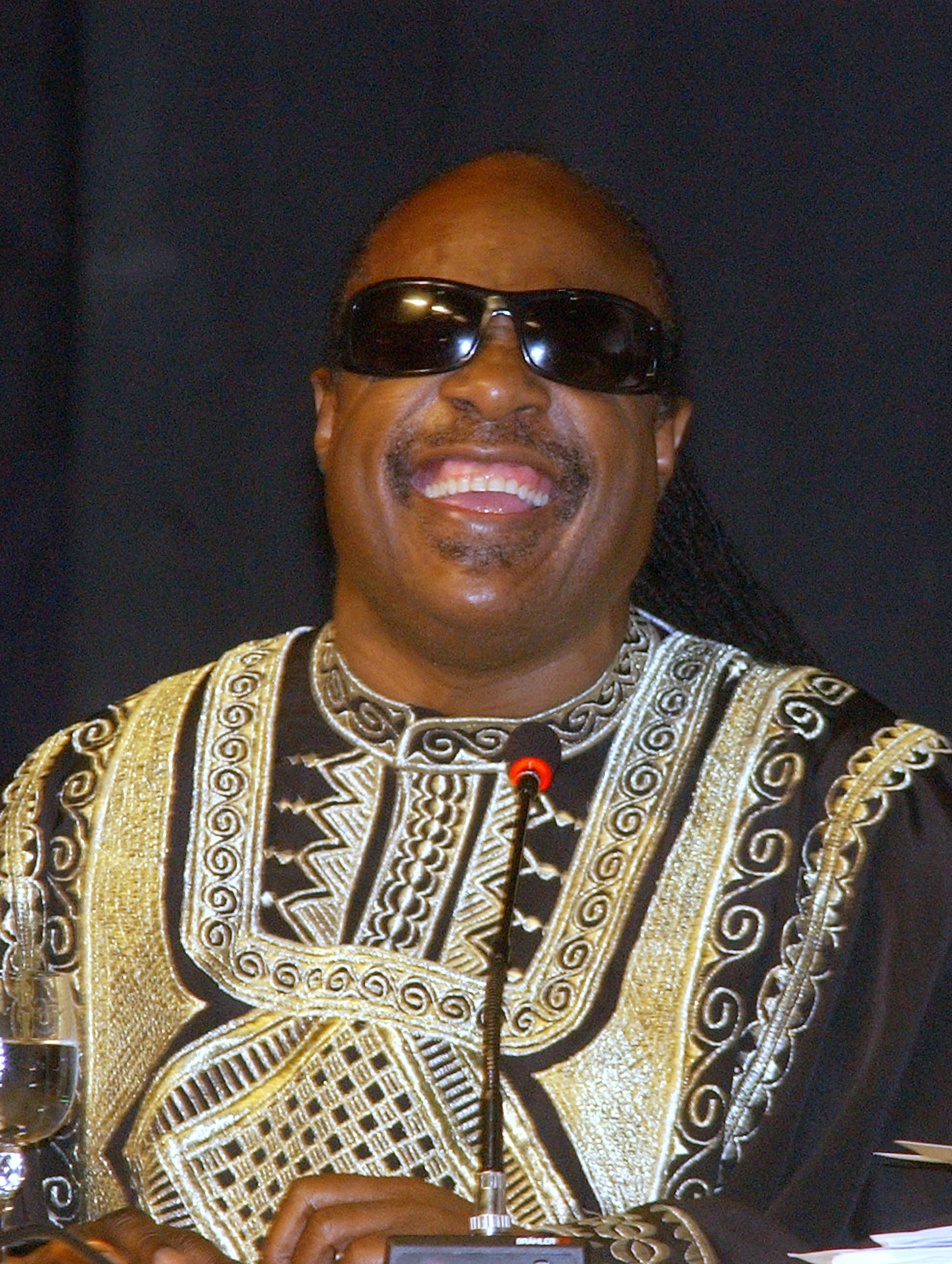
Stevie Wonder, cântăreț, compozitor, multi-instrumentist și producător american
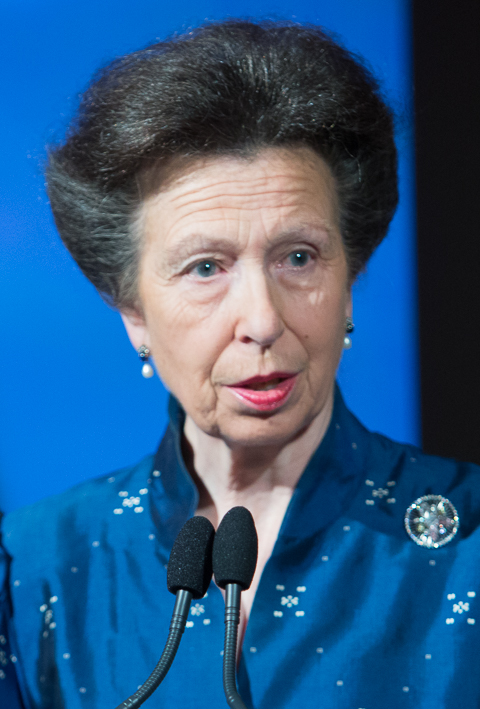
Prințesa Anne a Marii Britanii
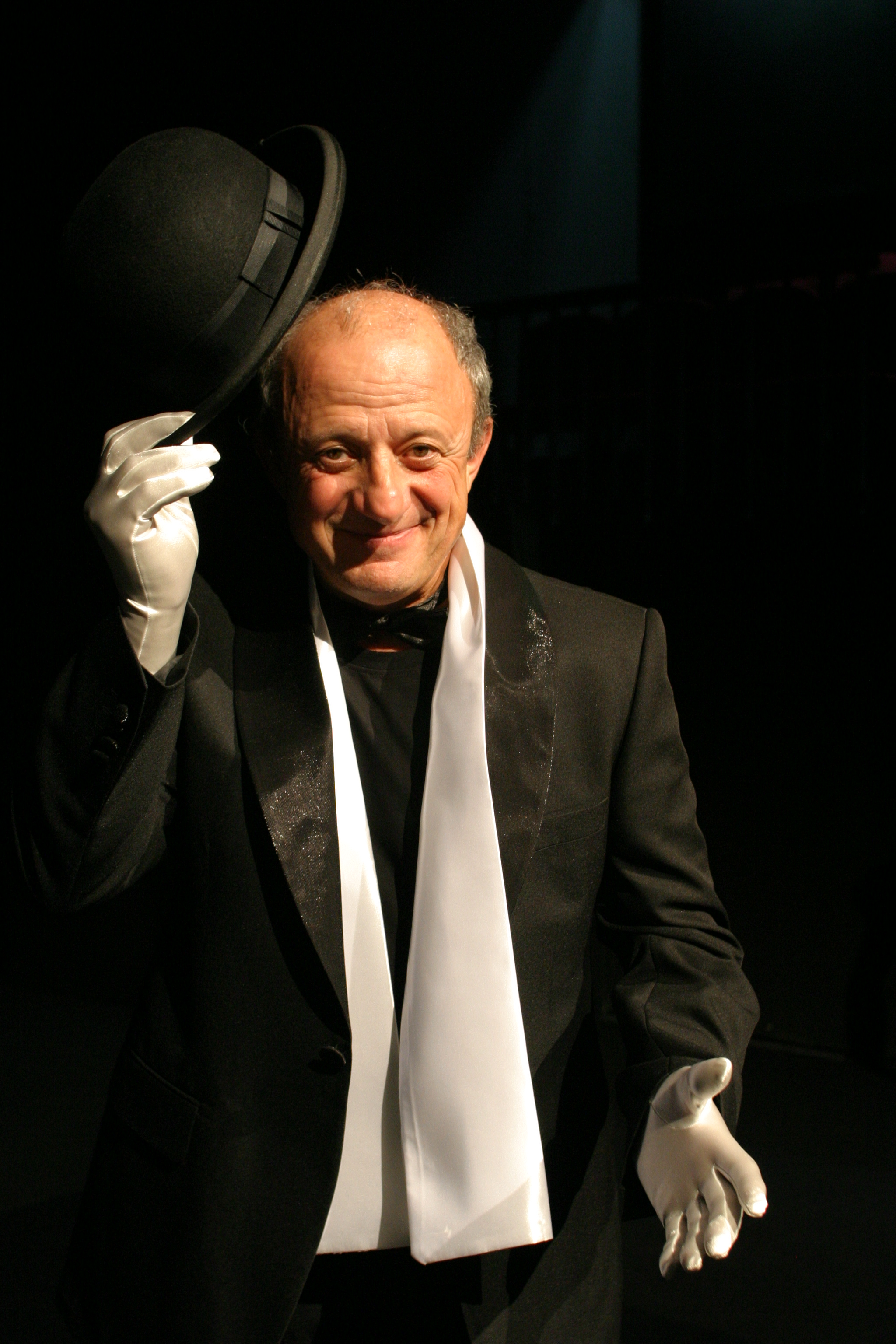
Mihai Mălaimare, actor și politician român
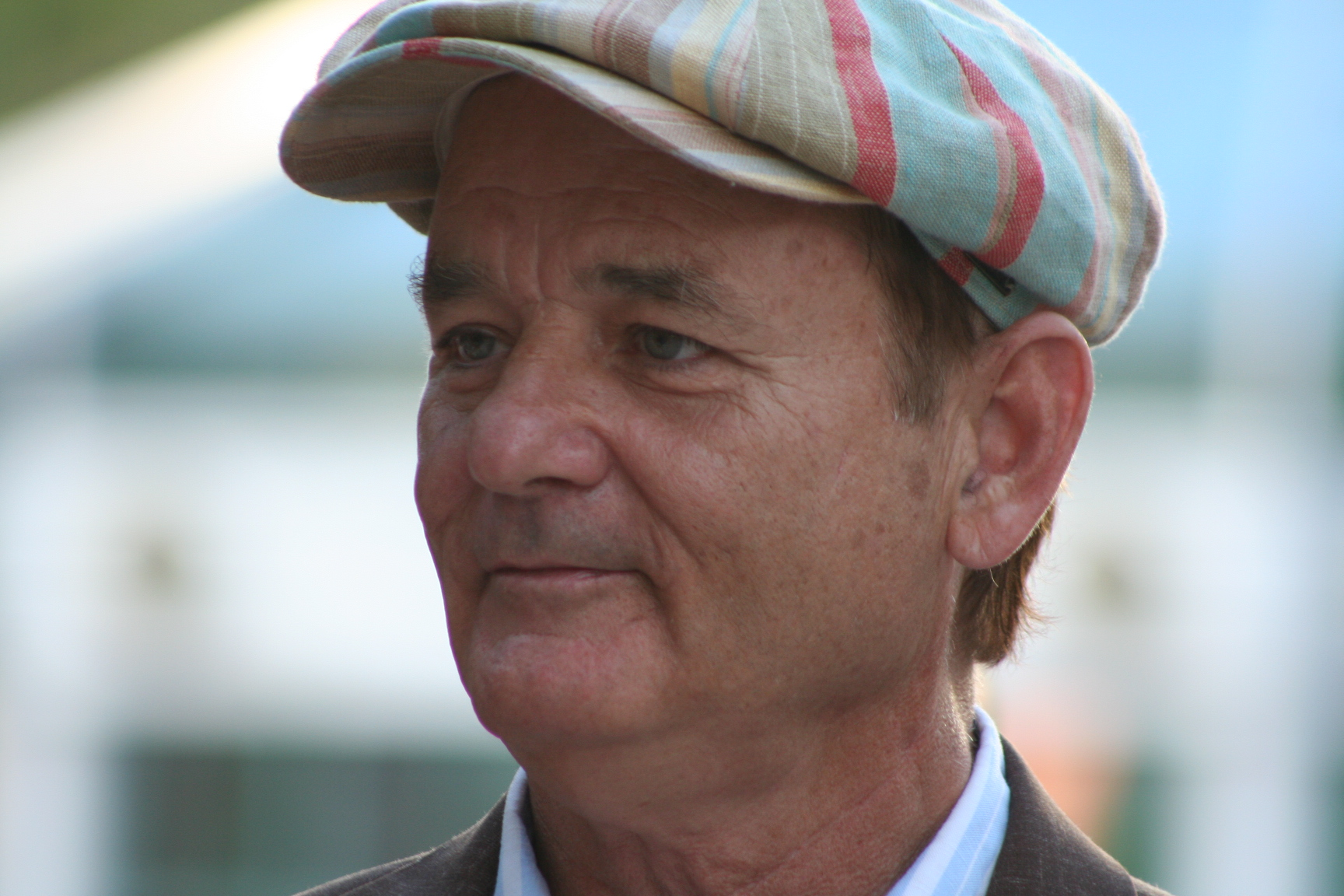
Bill Murray, actor, comedian și scriitor american

- 2 mai: Mihai Radu Pricop, politician român (d. 2018)
- 2 mai: Muharem Serbezovski, cantautor și cântăreț bosniac
- 4 mai: Anghel Iordănescu, fotbalist (atacant), antrenor și politician român
- 6 mai: Marin Dinu, politician român
- 6 mai: Otumfuo Nana Osei Tutu al II-lea, al 16-lea rege Asantehene al Regatului Ashanti (1999-prezent)
- 8 mai: Gheorghe Crăciun, profesor universitar român (d. 2007)
- 8 mai: Tatjana Ždanoka, matematiciană letonă
- 9 mai: Roman Vartolomeu, sportiv român (caiac)
- 12 mai: Dieter Borst, artist german
- 12 mai: Dan Pascariu, economist român
- 13 mai: Sergiu Klainerman, matematician american
- 13 mai: Stevie Wonder (n. Stevland Hardaway Judkins), cântăreț, compozitor, multi-instrumentist și producător american
- 14 mai: Georges Berthu, politician francez
- 16 mai: Johannes Georg Bednorz, fizician german
- 17 mai: Janez Drnovšek, politician sloven (d. 2008)
- 20 mai: Ioan Catarig, politician român
- 22 mai: Alekos Alavanos, politician grec
- 22 mai: Michio Ashikaga, fotbalist japonez
- 23 mai: Cornel Brahaș, scriitor și politician român (d. 2005)
- 25 mai: Dan Radu Rușanu, politician român
- 26 mai: Ewa Klamt, politician german
- 26 mai: Mișu Negrițoiu, politician român
- 26 mai: Ilie Sârbu, politician român
- 26 mai: Alberto Di Stasio, actor italian
- 29 mai: Petru Burcă, politician român
- 29 mai: Lynn Howells, jucător britanic (rugby) și antrenor
- 30 mai: Bertrand Delanoë, politician francez
- 30 mai: M.G. Vassanji (Moyez Gulamhussein Vassanji), scriitor canadian
- 31 mai: Tom Berenger (n. Thomas Michael Moore), actor american
- 31 mai: Edgar Savisaar, politician estonian (d.2022)

### Iunie
- 1 iunie: Jean Lambert, politiciană britanică
- 2 iunie: Jonathan Evans, politician britanic
- 3 iunie: Suzi Quatro (Susan Kay Quatro), cântăreață, producătoare și actriță americană
- 3 iunie: Ștefan Seremi, politician român
- 4 iunie: Gheorghe Saghian, politician român
- 4 iunie: Gheorghe Simionov, sportiv român (canoe)
- 5 iunie: Adrian Cosma, handbalist român
- 5 iunie: Johannes Voggenhuber, politician austriac
- 6 iunie: José Albino Silva Peneda, politician portughez
- 7 iunie: Didier-Claude Rod, politician francez
- 7 iunie: Ion Seche, politician român
- 8 iunie: Ioan Gavra, politician român
- 10 iunie: Marcel Khalife, muzician libanez
- 14 iunie: Luigi Cagni, fotbalist italian
- 15 iunie: Lakshmi Mittal, om de afaceri indian
- 15 iunie: Jup Weber, politician luxemburghez
- 20 iunie: Gudrun Landgrebe, actriță germană
- 20 iunie: Vasile Nițu, politician român
- 22 iunie: Valeria Grosu, poetă din R. Moldova (d. 2012)
- 22 iunie: Adrian Năstase, politician român
- 23 iunie: Alexandru Bantoș, jurnalist din R. Moldova (d.2025)
- 24 iunie: Moshe Yaalon, general israelian, șef al statului major al armatei israeliene, ministru al apărării
- 25 iunie: Iván Bába, politician maghiar
- 25 iunie: Aristide Roibu, politician român
- 25 iunie: Yannick Vaugrenard, politician francez
- 27 iunie: Otilian Neagoe, politician român
- 28 iunie: Francisca Pleguezuelos, politiciană spaniolă

### Iulie
- 2 iulie: Ilie Micolov, cântăreț român (d. 2018)
- 2 iulie: Liviu Vasilică, interpret român de muzică populară din zona Teleorman (d. 2004)
- 3 iulie: Nicolae Oprea, scriitor român
- 5 iulie: Ilie Neacșu, politician român
- 6 iulie: Gabriele Albertini, politician italian
- 7 iulie: Yuji Hyakutake, astronom japonez (d. 2002)
- 10 iulie: Prokopis Pavlopoulos, politician grec
- 12 iulie: Eric Carr (n. Paul Charles Caravello), muzician american (Kiss), (d. 1991)
- 13 iulie: Ion Anghel Mânăstire, jurnalist român
- 17 iulie: Damon Harris, cântăreț american (d. 2013)
- 21 iulie: Mihaela Mândrea-Muraru, politiciană română, scriitoare, redactor
- 23 iulie: Vladimir Megre, romancier rus
- 24 iulie: Vasile Iovu, muzician din R. Moldova
- 24 iulie: Michel-Ange Scarbonchi, politician francez
- 24 iulie: Jadranka Stojaković, cântăreață bosniacă (d. 2016)
- 28 iulie: Mario Mantovani, politician italian
- 28 iulie: Cristóbal Montoro Romero, politician spaniol
- 29 iulie: Constantin Drumen, politician român (d.2024)
- 31 iulie: Alexandru Vlad, scriitor român (d. 2015)

### August
- 1 august: Valerian Cristea, politician din R. Moldova
- 2 august: Attila Zonda, politician român (d. 1997)
- 3 august: Veronica Vaida, fiziciană americană
- 9 august: Viorel Senior Duca, politician român
- 10 august: Ioan-Mihai Popa, politician român
- 11 august: Rodica Șelaru, politiciană română
- 12 august: Jim Beaver (James Norman Beaver, Jr.), actor american
- 12 august: Iris Berben, actriță germană
- 15 august: Prințesa Anne a Marii Britanii, fiica reginei Elisabeta a II-a
- 16 august: Mirko Cvetković, politician sârb
- 16 august: Neda Ukraden, cântăreață croată
- 19 august: Mary Doria Russell, romancieră americană
- 20 august: Jerome Brailey, muzician american
- 21 august: Ion Prioteasa, om politic român
- 22 august: Angela Mihaela Bălan, politiciană română
- 22 august: Rick McCallum, producător de film, american
- 22 august: Elisabeta Lazăr, sportivă română (canotaj)
- 25 august: Brendan Donnelly, politician britanic
- 25 august: Vilmos Zsombori, politician român
- 27 august: Mihai Mălaimare, actor și politician român
- 27 august: Neil Murray, muzician britanic
- 28 august: Dariusz Grabowski, politician polonez

### Septembrie
- 1 septembrie: Dudu Georgescu, fotbalist român (atacant)
- 2 septembrie: Sorin Chifiriuc, muzician român
- 2 septembrie: Michael Rother, muzician german
- 3 septembrie: Vasile Lupu, politician român
- 4 septembrie: Ion Burnei, politician român
- 6 septembrie: Eugen Sârbu, violonist român (d. 2024)
- 6 septembrie: Ria Oomen-Ruijten, politiciană din Țările de Jos
- 7 septembrie: Joaquim Miranda, politician portughez (d. 2006)
- 8 septembrie: James Mattis, secretar al apărării ale SUA, american
- 8 septembrie: Jerzy Radziwiłowicz, actor polonez
- 11 septembrie: Eijun Kiyokumo, fotbalist japonez
- 11 septembrie: Amy Madigan, actriță americană
- 12 septembrie: Jean-Louis Cottigny, politician francez
- 12 septembrie: Ioan Rus, senator român
- 14 septembrie: Mathieu Grosch, politician belgian
- 16 septembrie: Bernadette Vergnaud, politiciană franceză
- 17 septembrie: Tudor Baltă, politician român
- 17 septembrie: Narendra Modi, politician indian
- 18 septembrie: Ioan Florin Tupilatu, politician român
- 20 septembrie: Filonaș Chiș, politician român
- 20 septembrie: Dorel Covaci, politician român
- 21 septembrie: Bill Murray, actor, comedian și scriitor american
- 23 septembrie: Șerban Ionescu, actor român (d. 2012)
- 24 septembrie: Per-Arne Arvidsson, politician suedez
- 24 septembrie: John Kessel, scriitor american
- 24 septembrie: Harriet Walter, actriță britanică
- 25 septembrie: Bernard Le Coq, actor francez
- 26 septembrie: Dan Grecu, sportiv român (gimnastică artistică)
- 27 septembrie: John Marsden, scriitor australian (d.2024)
- 29 septembrie: Kathy Sinnott, politiciană irlandeză
- 30 septembrie: Laura Esquivel, scriitoare mexicană
- 30 septembrie: Alexandru Muravschi, politician din R. Moldova

### Octombrie

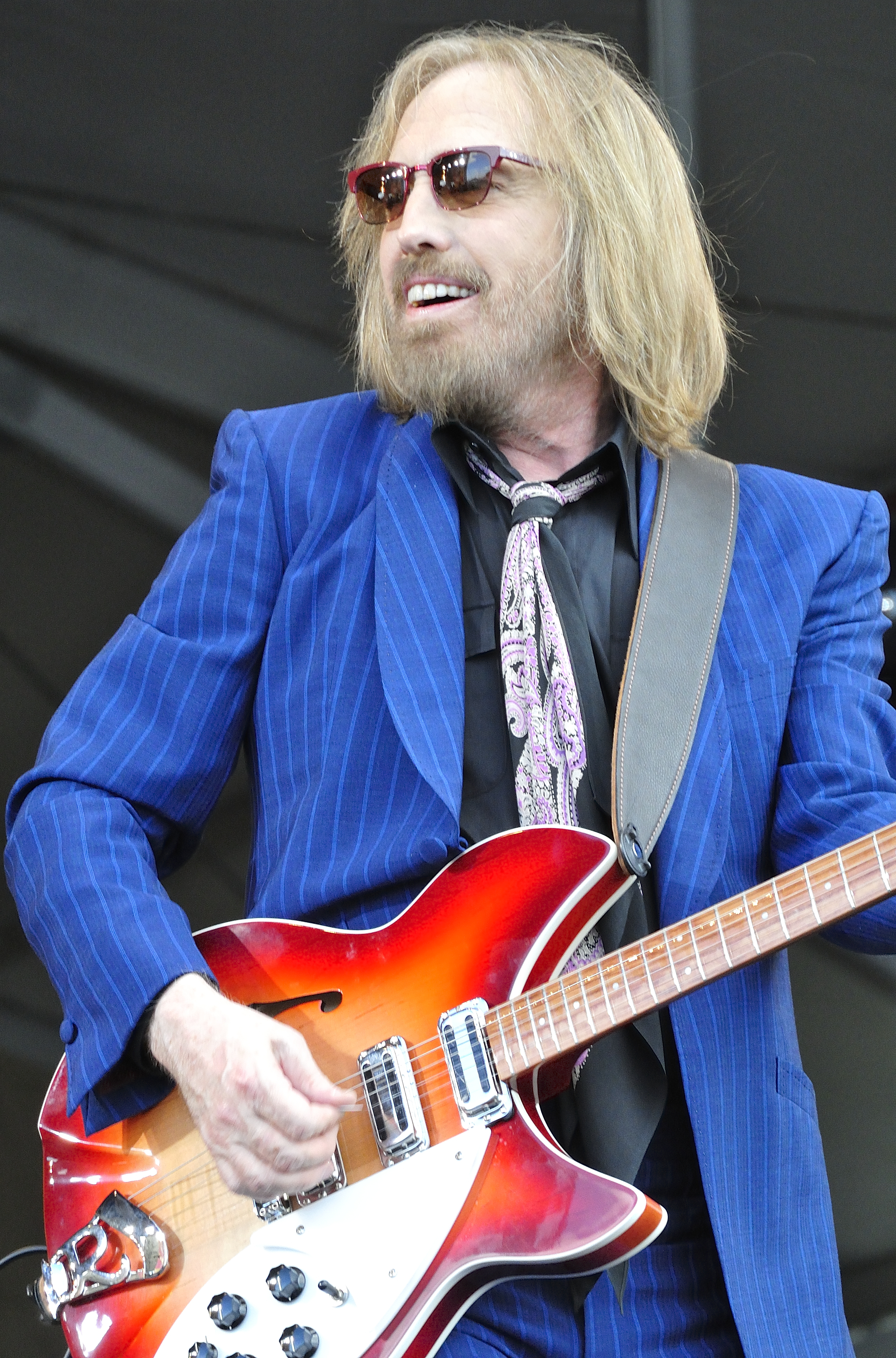
Tom Petty, muzician, cântăreț, compozitor, multi-instrumentist și producător de înregistrări american
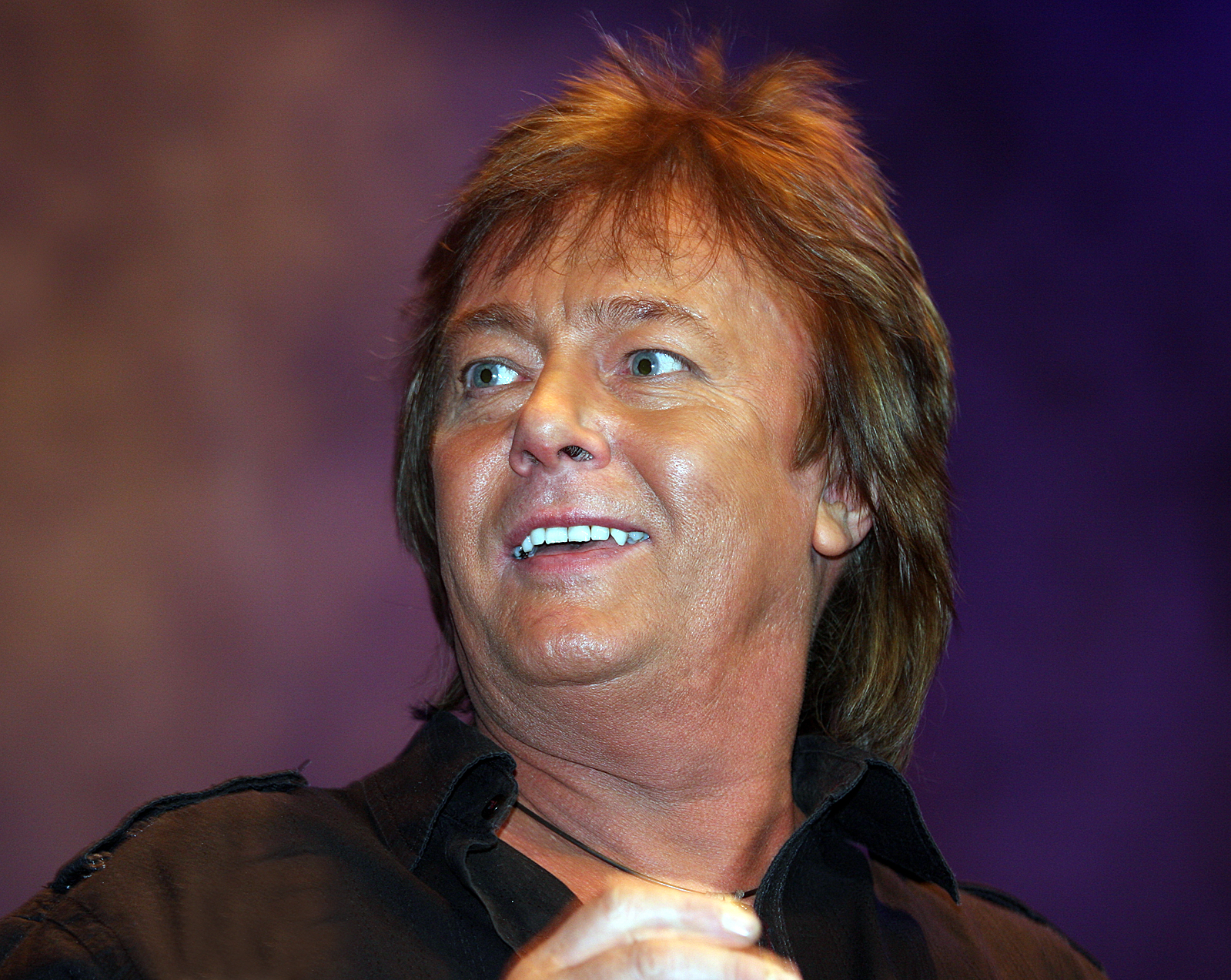
Chris Norman, cântăreț și compozitor britanic
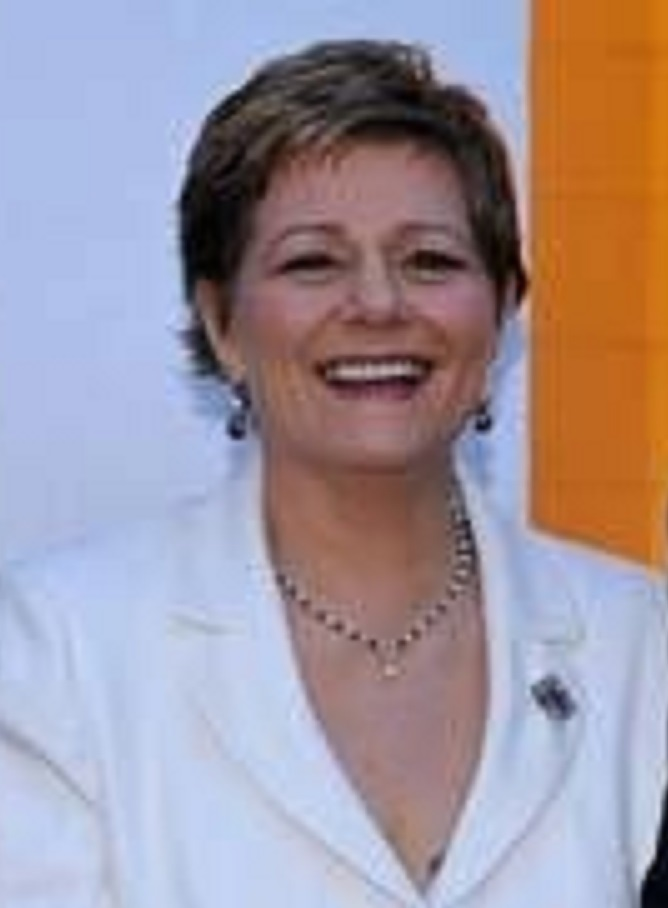
Elena, Principesă a României
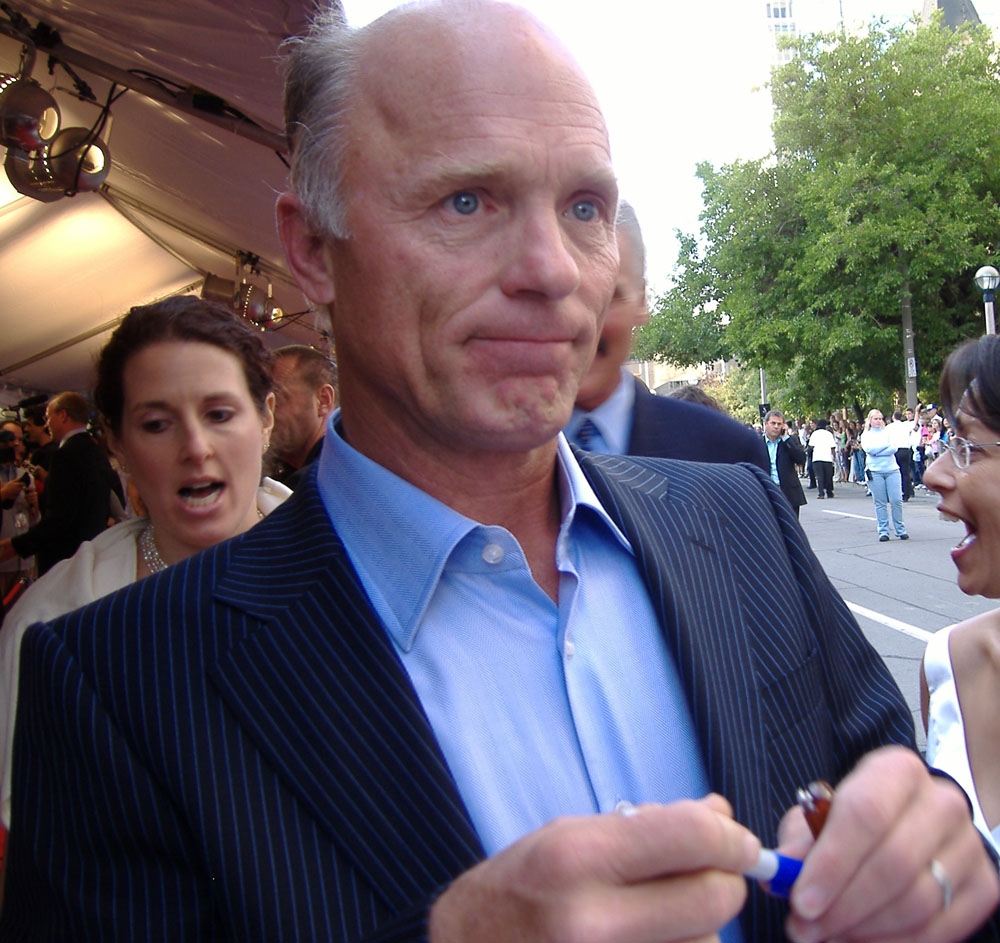
Ed Harris, actor, scenarist și regizor american

- 1 octombrie: Vladimir Hotineanu, politician din R. Moldova (d. 2019)
- 1 octombrie: Petru Lificiu, politician român
- 1 octombrie: Niculae Mircovici, politician român (d.2016)
- 1 octombrie: Randy Quaid, actor american
- 1 octombrie: Mihai Romilă, fotbalist român (d. 2020)
- 2 octombrie: Mike Rutherford, muzician britanic
- 3 octombrie: Iuliana Liptak, demnitar comunist român de origine maghiară
- 4 octombrie: Paul Păcuraru, politician român
- 6 octombrie: Dan-Mircea Popescu, politician român
- 6 octombrie: Tudor Mohora, politician român
- 7 octombrie: Hartmut Ritzerfeld, pictor german (d. 2024)
- 9 octombrie: Vasile Iordache, fotbalist (portar) și antrenor român
- 10 octombrie: Olga Ciolacu, cântăreață din Republica Moldova
- 13 octombrie: Teresa Riera, politiciană spaniolă
- 13 octombrie: Rolf Rüssmann, fotbalist german (d. 2009)
- 14 octombrie: Iosif Dan, politician român (d. 2007)
- 14 octombrie: Yvonne Sandberg-Fries, politiciană suedeză (d.2020)
- 14 octombrie: Kate Grenville, scriitoare australiană
- 17 octombrie: Donata Maria Assunta Gottardi, politiciană italiană
- 19 octombrie: Charles Napoléon, politician francez, șeful Casei Bonaparte
- 20 octombrie: Tom Petty (Thomas Earl Petty), muzician, cântăreț, compozitor, instrumentist și producător american (d. 2017)
- 21 octombrie: Daniel-Stamate Budurescu, politician român
- 21 octombrie: Ronald McNair (Ronald Ervin McNair), fizician, astronaut american (d. 1986)
- 24 octombrie: Kozo Arai, fotbalist japonez
- 24 octombrie: Valentina Brâncoveanu, pictoriță din R. Moldova
- 25 octombrie: Chris Norman (Christopher Ward Norman), cântăreț și compozitor britanic (Smokie)
- 27 octombrie: Fran Lebowitz, scriitoare și oratoare americană
- 28 octombrie: László Sári, scriitor maghiar
- 29 octombrie: Abdullah Gül, al 11-lea președinte al Turciei (2007-2014)
- 29 octombrie: Raffaele Lombardo, politician italian
- 29 octombrie: Viorel Padina, jurnalist român
- 30 octombrie: Adamos Adamou, politician cipriot
- 30 octombrie: Aurel Cucu, politician român
- 30 octombrie: Marin Durac, politician român
- 31 octombrie: John Candy, actor canadian (d. 1994)
- 31 octombrie: Zaha Hadid, arhitectă irakiană și britanică (d. 2016)

### Noiembrie
- 1 noiembrie: Robert Betts Laughlin, fizician american
- 1 noiembrie: Ionel Voineag, cântăreț român
- 2 noiembrie: Erika Mann, politiciană germană
- 3 noiembrie: James Rothman, medic și biolog american
- 4 noiembrie: Gábor Kuncze, om politic maghiar
- 5 noiembrie: Thorbjørn Jagland, politician norvegian
- 6 noiembrie: Torben Lund, politician danez
- 6 noiembrie: Balázs Nyilasy, poet maghiar
- 6 noiembrie: Leonardo Ulrich Steiner, preot brazilian
- 7 noiembrie: Vladislav Bogićević, fotbalist sârb
- 8 noiembrie: Gabriel Oseciuc, actor român
- 10 noiembrie: Jack Scalia, actor american
- 11 noiembrie: Mircea Dinescu, poet și jurnalist român
- 12 noiembrie: Mircea Nedelciu, prozator român (d. 1999)
- 12 noiembrie: Charlotte Kerner, scriitoare și jurnalistă germană
- 13 noiembrie: Ioana Crăciunescu, poetă română
- 14 noiembrie: Eugen Pleșca, avocat român
- 15 noiembrie: Elena, Principesă a României, a doua fiică a Regelui Mihai I al României și a Reginei Ana
- 17 noiembrie: Roland Matthes, înotător german (d. 2019)
- 18 noiembrie: Christine Petrovici, handbalistă română
- 18 noiembrie: Alecu Sandu, politician român
- 19 noiembrie: Keizo Imai, fotbalist japonez
- 24 noiembrie: Nikica Valentić, politician croat (d. 2023)
- 28 noiembrie: Ed Harris (Edward Allen Harris), actor, scenarist și regizor american
- 28 noiembrie: Russell Alan Hulse, astronom american
- 28 noiembrie: George Yonashiro, fotbalist japonez

### Decembrie
- 1 decembrie: Wolfgang Kreissl-Doerfler, politician german
- 1 decembrie: Alexandru Mocanu, politician român
- 1 decembrie: Seiichi Sakiya, fotbalist japonez (atacant)
- 1 decembrie: Ion Toma, politician român
- 3 decembrie: Dumitru Bentu, politician român
- 4 decembrie: Zsuzsa Rakovszky, poetă maghiară
- 4 decembrie: Ion Rițiu, actor român (d.2024)
- 4 decembrie: Géza Szávai, romancier maghiar
- 5 decembrie: Camarón de la Isla (n. José Monge Cruz), cântăreț spaniol (d. 1992)
- 6 decembrie: Gheorghe Păun, matematician și informatician român
- 6 decembrie: Andrei Sârbu, artist din R. Moldova (d. 2000)
- 7 decembrie: Charlie McGettigan, cântăreț irlandez
- 8 decembrie: Nicu Vladimir, interpret român de muzică folk (d. 1995)
- 10 decembrie: Miroslav Ilić, cântăreț sârb
- 10 decembrie: Gregg Berger, actor american
- 10 decembrie: Viorel-Mihai Ciobanu, jurist și profesor universitar român (d. 2016)
- 12 decembrie: Eric Maskin, economist american
- 12 decembrie: Andrei Usatîi, politician din R. Moldova
- 14 decembrie: Luisa Fernanda Rudi Ubeda, politiciană spaniolă
- 15 decembrie: Boris Grîzlov, politician rus
- 17 decembrie: Michael Cashman, politician britanic
- 18 decembrie: Mărioara Baba Vojnovic, jurnalistă română
- 23 decembrie: Vicente del Bosque (Vicente del Bosque González), fotbalist spaniol
- 25 decembrie: Andrew Duff, politician britanic
- 27 decembrie: Terry Bozzio (Terry John Bozzio), muzician american
- 30 decembrie: Mont Campbell (Hugo Martin Montgomery Campbell), muzician britanic (Egg)
- 30 decembrie: Kazuhisa Kono, fotbalist japonez
- 30 decembrie: Lewis Shiner, scriitor american
- 30 decembrie: Dave L. Stewart (David Lloyd Stewart), compozitor britanic

## Decese

Marta Trancu-Rainer, doctoriță română, prima femeie chirurg din România
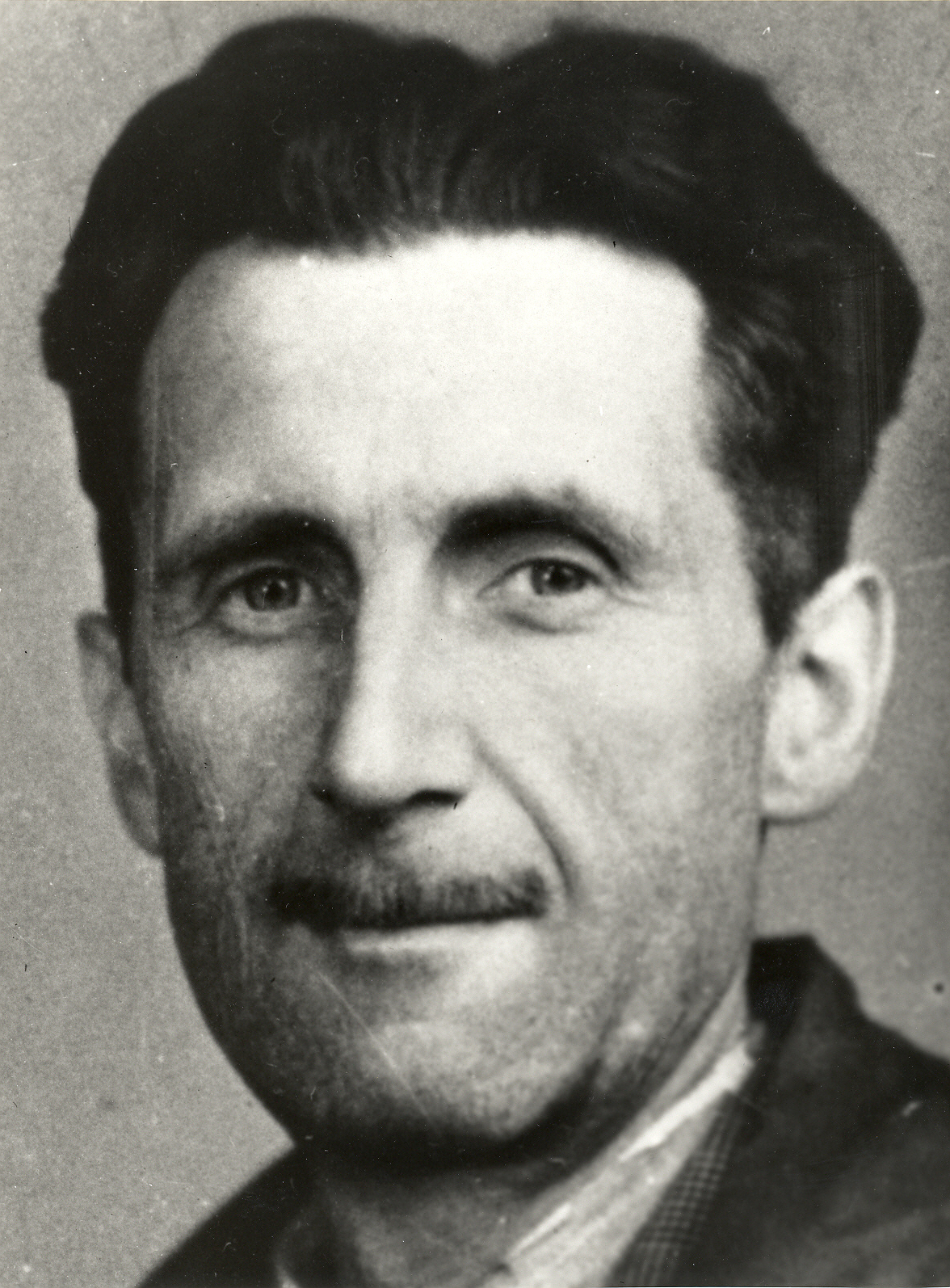
George Orwell, romancier, eseist, critic literar, nuvelist și jurnalist britanic
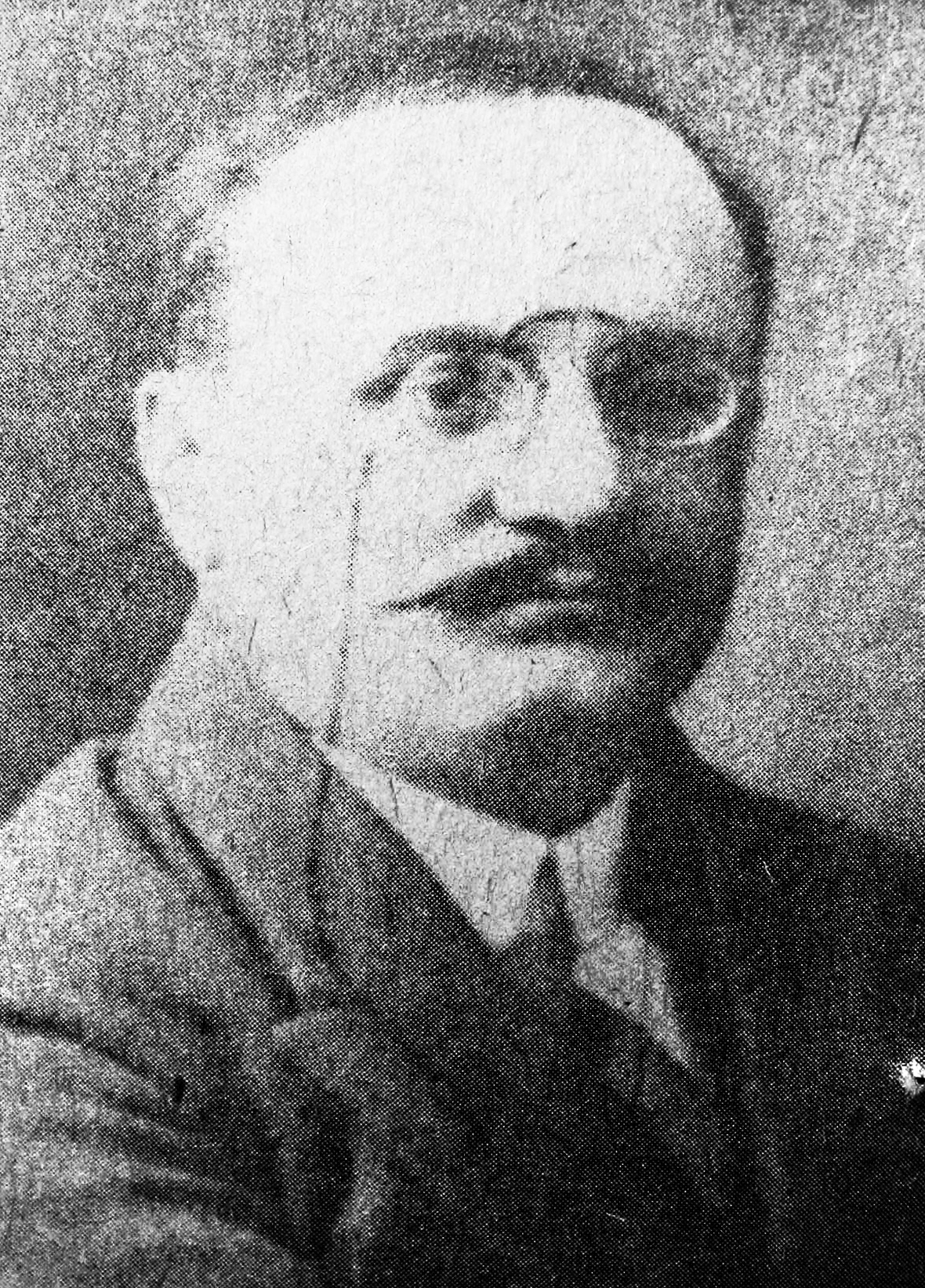
Ștefan Ciobanu, istoric și academician român
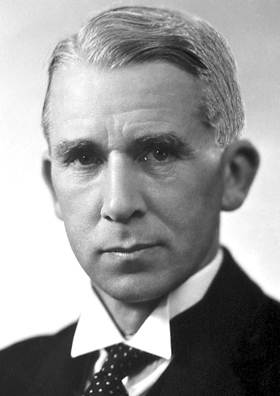
Walter Haworth, chimist britanic, laureat al Premiului Nobel

- 8 ianuarie: Joseph Schumpeter (n. Joseph Alois Schumpeter), 66 ani, economist austriac (n. 1883)
- 9 ianuarie: Marta Trancu-Rainer, 75 ani, medic român, prima femeie chirurg din România (n. 1875)
- 10 ianuarie: Jaroslav Kvapil, 81 ani, poet și dramaturg ceh (n. 1868)
- 12 ianuarie: Petre Dumitrescu, 67 ani, general român (n. 1882)
- 12 ianuarie: John M. Stahl (John Malcolm Stahl), 63 ani, regizor american (n. 1886)
- 21 ianuarie: George Orwell (n. Eric Arthur Blair), 46 ani, romancier, eseist, critic literar, nuvelist și jurnalist britanic (n. 1903)
- 23 ianuarie: Vasil Kolarov, 72 ani, lider comunist bulgar, prim-ministru al Bulgariei (n. 1877)
- 1 februarie: Marcel Mauss, 77 ani, sociolog, antropolog și etnolog francez (n. 1872)
- 2 februarie: Constantin Carathéodory, 76 ani, matematician grec (n. 1873)
- 8 februarie: Aleksandrs Čaks (n. Aleksandrs Čadarainis), 48 ani, scriitor leton (n. 1901)
- 13 februarie: Rafael Sabatini, scriitor italian (n. 1875)
- 25 februarie: Valentin Sava, 54 ani, medic legist român (n. 1895)
- 28 februarie: Ștefan Ciobanu, 67 ani, istoric și academician român (n. 1883)

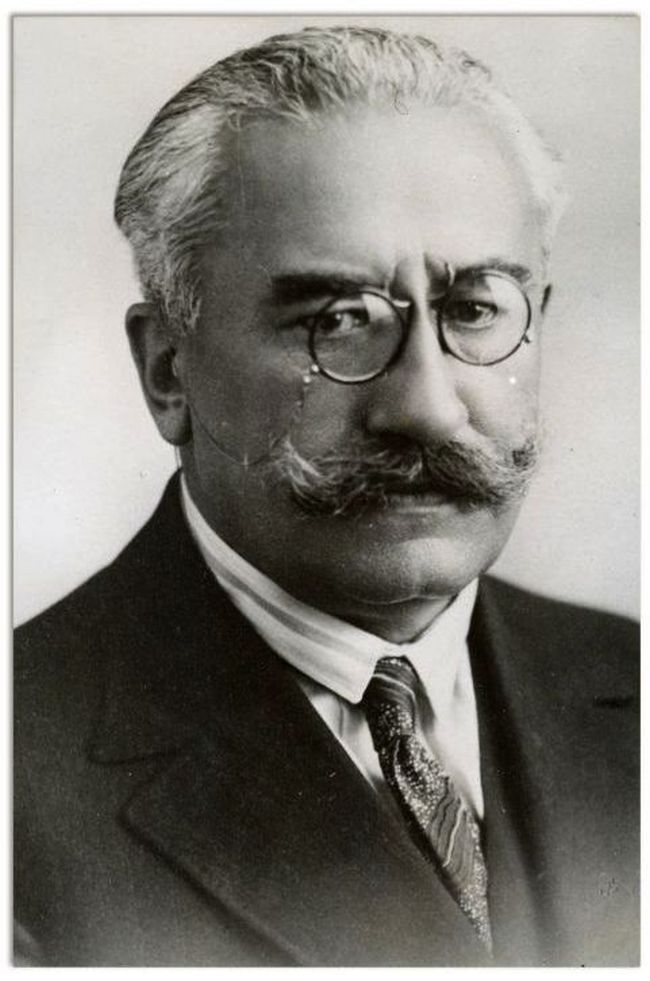
Alexandru Vaida-Voievod, politician, medic și publicist român, prim-ministru al României
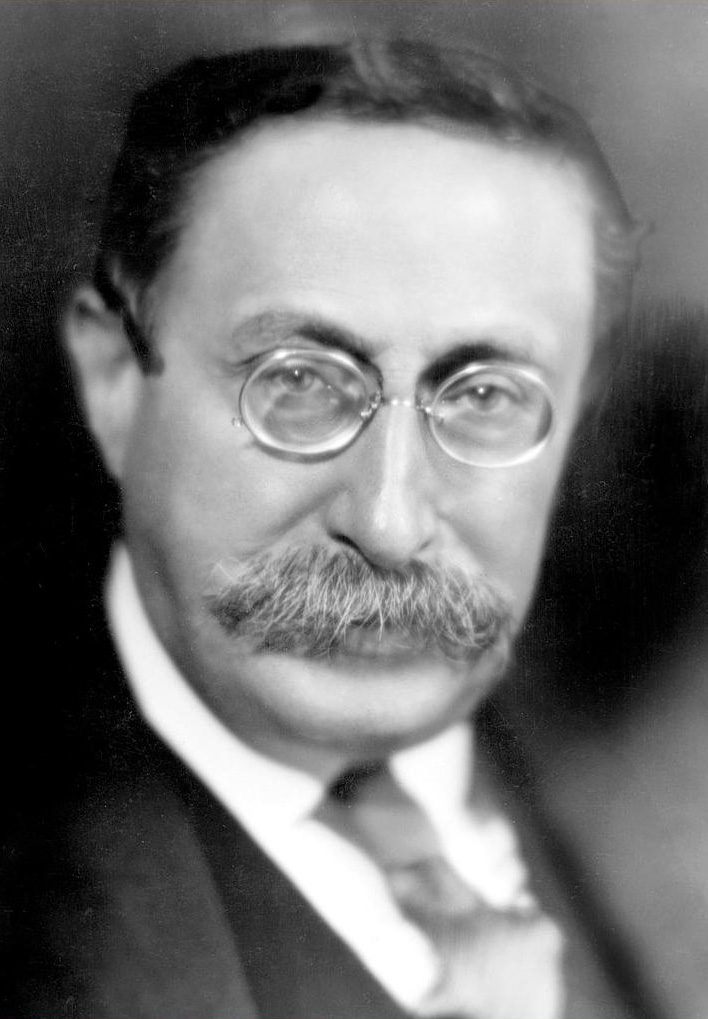
Léon Blum, politician, diplomat, om de stat și jurnalist francez, prim-ministru al Franței
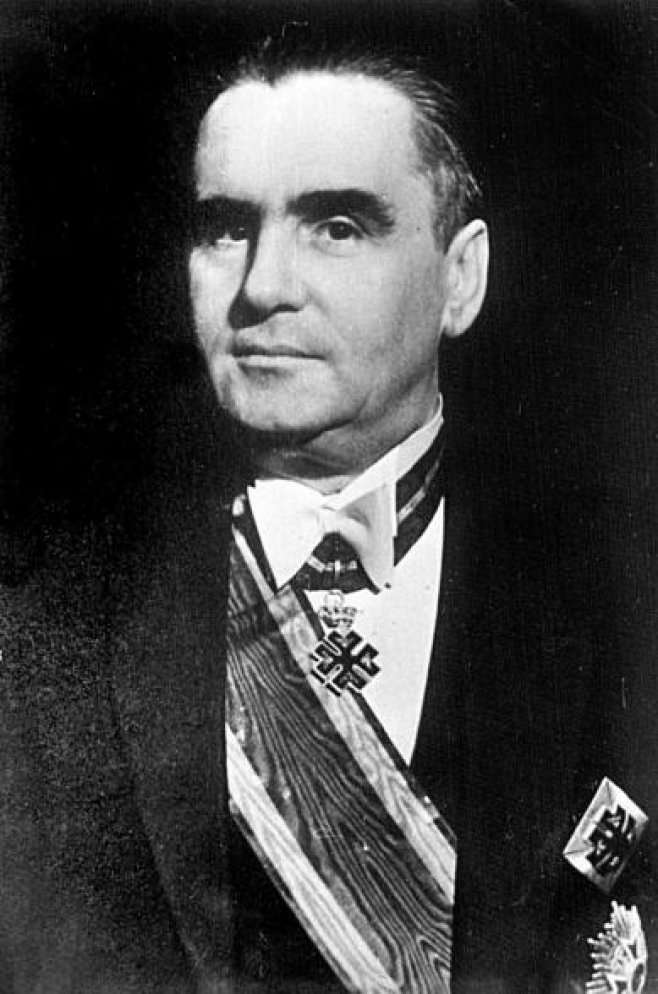
Daniel Ciugureanu, medic și politician român din Basarabia, prim-ministru al Republicii Democratice Moldovenești
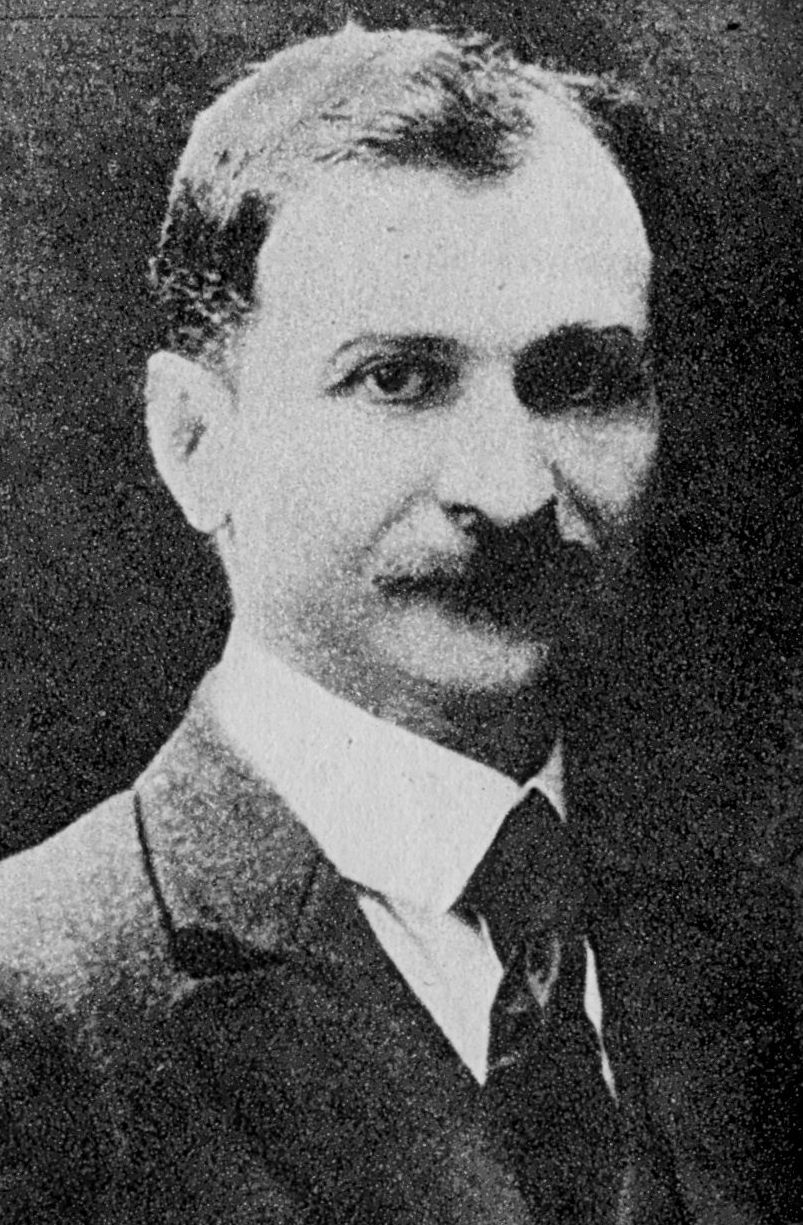
Traian Vuia, inventator, inginer aeronautic, aviator și avocat român, pionier al aviației mondiale

- 11 martie: Heinrich Mann (Ludwig Heinrich Mann), 78 ani, romancier german (n. 1871)
- 19 martie: Walter Haworth, 67 ani, chimist britanic, laureat al Premiului Nobel (1937), (n. 1883)
- 19 martie: Edgar Rice Burroughs, 74 ani, scriitor american (n. 1875)
- 19 martie: Alexandru Vaida-Voievod, 78 ani, om politic, medic și publicist român, prim-ministru (1919-1920; 1932; 1933), (n. 1872)
- 22 martie: Emmanuel Mounier, 44 ani, filosof francez (n. 1905)
- 30 martie: Léon Blum, 77 ani, politician, diplomat, om de stat și jurnalist francez, al 83-lea prim-ministru al Franței (1936-1937; 1938; 1946-1947), (n. 1872)
- 11 aprilie: Bainbridge Colby, 80 ani, politician american (n. 1869)
- 21 aprilie: Nicolae Pălăngeanu, 51 ani, general român (n. 1899)
- 27 aprilie: Horia Bonciu (n. Beniamin Haimovici), 56 ani, poet și prozator român de etnie evreiască (n. 1893)
- 4 mai: William Rose Benét, 64 ani, scriitor american (n. 1886)
- 10 mai: Vasile Aftenie, 50 ani, episcop român greco-catolic (n. 1899)
- 18 mai: Henri Cihoski (Cihoschi), 78 ani, politician român (n. 1872)
- 19 mai: Daniel Ciugureanu, 64 ani, medic și politician român din Basarabia, prim-ministru al Republicii Democratice Moldovenești (1918), (n. 1885)
- 25 mai: Marcu Glaser, 70 ani, preot catolic român (n. 1880)
- 12 iunie: Eugen Cristescu, 55 ani, șeful Serviciului de Informații al României (1940-1945), (n. 1895)
- 26 iunie: Iosif Jumanca, 56 ani, jurnalist român (n. 1893)
- 1 iulie: Émile Jaques-Dalcroze (n. Émile-Henri Jaques-Dalcroze), 84 ani, compozitor austriac (n. 1865)
- 18 iulie: Gheorghe Grigorovici (George Grigorovici), 79 ani, om politic român (n. 1871)
- 31 iulie: Imre Erőss, 41 ani, episcop romano-catolic (n. 1909)
- 2 august: August Scriban, 67 ani, lingvist român (n. 1872)
- 8 august: Nikolai Miaskovski, 69 ani, compozitor rus (n. 1881)
- 24 august: Grigori Kulik, 59 ani, mareșal rus (n. 1890)
- 27 august: Cesare Pavese, 41 ani, scriitor italian (n. 1908)
- 3 septembrie: Traian Vuia, 78 ani, inventator, inginer aeronautic, aviator și avocat român, pionier al aviației mondiale (n. 1872)
- 19 septembrie: Constantin Eftimiu, 57 ani, general român (n. 1893)
- 24 septembrie: Prințesa Victoria de Hesse (n. Victoria Alberta Elisabeth Mathilde Marie), 87 ani (n. 1863)

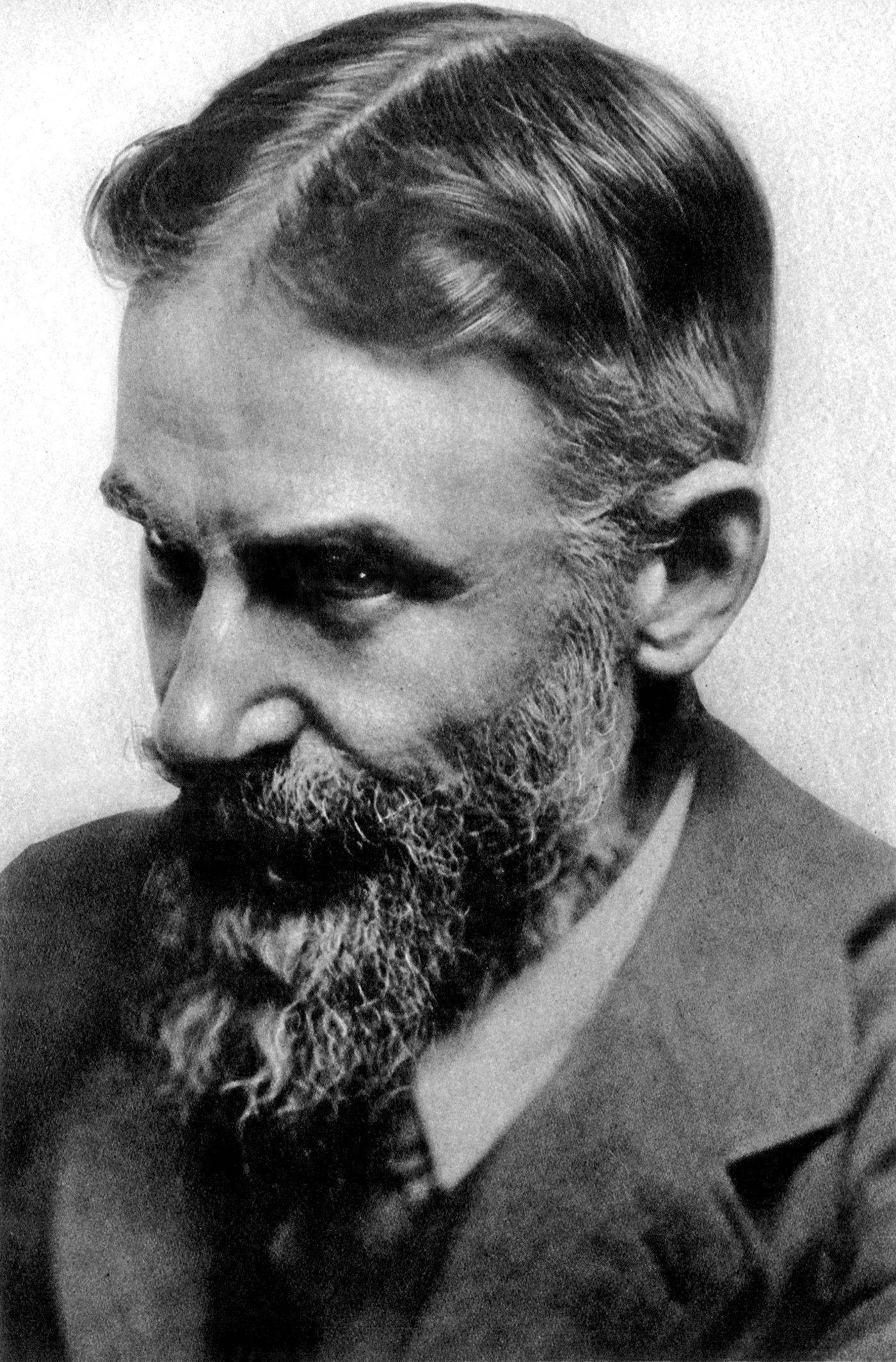
George Bernard Shaw, dramaturg, polemicist, critic literar și activist politic irlandez, laureat al Premiului Nobel
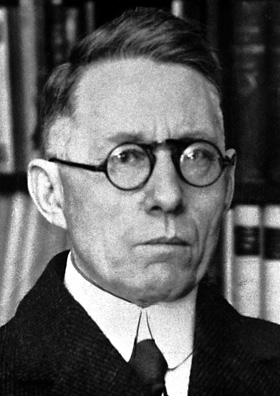
Johannes Vilhelm Jensen, prozator, eseist și poet danez, laureat al Premiului Nobel
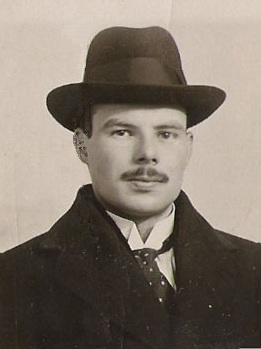
Constantin Karadja, diplomat, jurist, bibliograf, istoric și bibliofil român de origine olandeză
Dinu Lipatti, compozitor și pianist român

- 7 octombrie: Louis Halphen (Louis Sigismond Isaac Halphen), 70 ani, istoric francez (n. 1880)
- 9 octombrie: Nicolai Hartmann, 68 ani, filosof german (n. 1882)
- 15 octombrie: Nicolae Samsonovici, 73 ani, general român (n. 1877)
- 29 octombrie: Gustav al V-lea al Suediei (n. Oscar Gustav Adolf), 92 ani, rege al Suediei (n. 1858)
- 2 noiembrie: George Bernard Shaw, 94 ani, dramaturg, polemicist, critic literar și activist politic irlandez, laureat al Premiului Nobel (1925), (n. 1856)
- 3 noiembrie: Otto Piringer, 76 ani, scriitor român (n. 1874)
- 12 noiembrie: Grigori Lakota, 67 ani, episcop ucrainean, deținut politic (n. 1893)
- 13 noiembrie: Carlos Delgado Chalbaud, 41 ani, om politic, președinte al Venezuelei (1948-1950), (n. 1909)
- 18 noiembrie: Constantin Iordăchescu, 57 ani, general de divizie, comandant al Diviziei 2 Munte în cel de-al Doilea Război Mondial (n. 1893)
- 25 noiembrie: Johannes Vilhelm Jensen, 77 ani, prozator, eseist și poet danez, laureat al Premiului Nobel (1944), (n. 1873)
- 26 noiembrie: Martinus Sieveking, 83 ani, muzician din Țările de Jos (n. 1867)
- 2 decembrie: Dinu Lipatti (n. Constantin Lipatti), 33 ani, compozitor și pianist român (n. 1917)
- 5 decembrie: Sri Aurobindo (n. Aurobindo Ghose), 78 ani, guru indian (n. 1872)
- 11 decembrie: Ernst II, Prinț de Hohenlohe-Langenburg, 87 ani (n. 1863)
- 27 decembrie: Max Beckmann, 66 ani, pictor german (n. 1884)
- 28 decembrie: Constantin Karadja (n. Constantin Jean Lars Anthony Démetre Karadja), 61 ani, diplomat, jurist, bibliograf, istoric și bibliofil român din Țările de Jos, membru de onoare al Academiei Române (n. 1889)
- 31 decembrie: Charles Koechlin (n. Charles Louis Eugène Koechlin), 83 ani, compozitor și profesor francez (n. 1867)
- 31 decembrie: Charles Koechlin (n. Charles Louis Eugène Koechlin), 83 ani, compozitor și profesor francez (n. 1867)
- 31 decembrie: Xavier Villaurrutia (Xavier Villaurrutia y González), 47 ani, poet și dramaturg mexican (n. 1903)

## Premii Nobel
- Fizică: Cecil Frank Powell (Regatul Unit)
- Chimie: Otto Paul Hermann Diels, Kurt Alder (RFG)
- Medicină: Edward Calvin Kendall (SUA), Tadeus Reichstein (Elveția), Philip Showalter Hench (SUA)
- Literatură: Bertrand Russell (Regatul Unit)
- Pace: Ralph Bunche (SUA)

## Medalia Fields
- Laurent Schwartz (Franța)
- Atle Selberg (Norvegia)